# Esperstedt (bij Querfurt)
Esperstedt is een plaats en voormalige gemeente in de Landkreis Saalekreis in de Duitse deelstaat Saksen-Anhalt. Esperstedt telt 692 inwoners.